# 十字肥腹蛛
十字肥腹蛛（学名：Steatoda phalerata）为球蛛科肥腹蛛属的动物。分布于俄罗斯、欧洲以及中国大陆的吉林、内蒙古、河北等地，多生活于在大豆田的作物间布网捕虫。该物种的模式产地在欧洲。